# 레이 벅테니카
레이 벅테니카(영어: Ray Buktenica, 1943년 8월 6일 ~ )는 미국의 배우, 성우이다. 브루스 팀의 《배트맨》에서 휴고 스트레인지의 성우를 맡았다.